# Integrationshaus Wien
Das Integrationshaus Wien ist ein Projekt der Flüchtlingshilfe, befindet sich in Wien im 2. Bezirk, Leopoldstadt, besteht als Einrichtung seit 1995 und bietet ein umfassendes Angebot für Flüchtlinge, Asylwerber und Asylwerberinnen sowie Migranten und Migrantinnen.

## Geschichte
Im Jänner 1993 fand das Lichtermeer statt, die größte Demonstration der Zweiten Republik. Sie wandte sich gegen den wachsenden Fremdenhass in Zeiten, in denen aufgrund der Jugoslawienkriege viele Menschen in Österreich Zuflucht suchten. Die Versorgung der Flüchtlinge erfolgte überwiegend in Massenquartieren und beschränkte sich auf ein Minimum an Betreuung. Vor diesem Hintergrund fanden sich Künstler, Architekten, Sozialarbeiter und Juristen zusammen – darunter Wilhelm Resetarits, Beatrix Neundlinger, Georg Dimitz und Sepp Stranig – um Alternativen der Betreuung von oft schwer traumatisierten Asylsuchenden zu entwickeln. Resetarits war schon 1985 Mitgründer des Unterstützungskomitees für politisch verfolgte Ausländer, heute Asyl in Not. Es wurde die Idee eines Integrationshauses geboren, ein Verein gegründet und ein Objekt gesucht. Nach dem Prinzip Hilfe zur Selbsthilfe sollten die Betroffenen wieder zu eigenverantwortlichem Leben finden können. Ein ehemaliges Bürogebäude in der Engerthstraße 163 wurde übernommen und umgebaut.
Im Juni 1995 sind die ersten Bewohner und Bewohnerinnen, zum Großteil Geflüchtete aus Bosnien, in das Integrationshaus eingezogen. Das erste Team des Integrationshauses bestand aus 13 Mitarbeitern und Mitarbeiterinnen und betreute damals rund 110 Bewohner und Bewohnerinnen. Zugleich begann die intensive Betreuung und Beratung, sowohl betreffend die psychische Gesundheit und die Möglichkeiten am Arbeitsmarkt, als auch mit gender-spezifischen Angeboten für Frauen und konkreten Projekten für Kinder, sowie der Ausbildung freiwilliger Mitarbeiter und Mitarbeiterinnen. Im September wurde ein mehrsprachiger Kindergarten und Nachmittagsbetreuung für die Schulkinder des Wohnprojekts eröffnet. Ende 1995 erschien zum ersten Mal die Gute Zeitung – das Boulevardblatt für den guten Zweck.
Spracherwerb und Ausbildung standen rasch im Mittelpunkt der Vereinsbemühungen. Beide Angebote standen stets allen Geflüchteten zur Verfügung, nicht nur den Bewohnern des Integrationshauses. 1996 sind auch die Vereine Hemayat und Familie und Beratung im Integrationshaus eingezogen. 1998 begann der Aufbau eines österreichweiten Betreuungsnetzes für Unbegleitete minderjährige Flüchtlinge, wurde das EU-Projekt Bilingualer Unterricht im Vorschulalter gestartet, ein europäisches Symposium veranstaltet und gemeinsam mit der ORF-Minderheitenredaktion eine Videodokumentation erstellt.
2001 konnte mit Hilfe des Europäischen Flüchtlingsfonds eine Krisenunterbringung für 25 unbegleitete minderjährige Flüchtlinge eingerichtet werden, welche 2004 in eine Dauerunterbringung umgewandelt wurde. Den Minderjährigen konnten nunmehr auch Alphabetisierungskurse, Sprachkurse und Vorbereitungskurse für den Hauptschulabschluss angeboten werden. Zunehmend konnte sich der Verein ab 2004 in europäische Projekte einbringen und Fördermittel des Europäischen Sozialfonds gewinnen, insbesondere aus den Projekten EQUAL und EQUAL II, später aus dem Projekt DYNAMO. Im Juni 2005 wurde die Beratungsstelle des Integrationshauses für Asylwerber und Flüchtlinge in der Grundversorgung in der Klosterneuburger Straße im 20. Bezirk eröffnet und zog später in die Schweidlgasse im 2. Bezirk. Im selben Jahr wurde das Integrationshaus generalsaniert, mit neuer Fassade, neuen Fenstern und neuer Heizung ausgestattet.
Seit 2006 bietet das Integrationshaus qualifizierte unabhängige Rechtsberatung im Asylverfahren an. Im September 2006 wurde die erste Bildungsmesse zum Thema „Mehrsprachigkeit und Bildungspotenziale“ veranstaltet und machte Diversität als Ressource sichtbar. Anlässlich des 15-jährigen Bestehens im Jahr 2010 wurde ein Geburtstagsfest in der Remise organisiert, eine Vorlesungs- und Veranstaltungsreihe durchgeführt, das Buch Kosmopolitische Impulse – Das Integrationshaus in Wien präsentiert, die Kampagne machen wir uns stark lanciert und eine Kundgebung mit mehr als 5.000 Teilnehmern durchgeführt. 2021 erschien anlässlich des 25-jährigen Bestehens der Monitoring-Bericht "Flüchten – Ankommen – Bleiben".

## Gegenwart
Heute ist das Integrationshaus ein Kompetenzzentrum für die Aufnahme, Integration und Ausbildung von Flüchtlingen, Asylwerbern und Migranten. Es verfügt über mehr als 100 fest angestellte Mitarbeiter und Mitarbeiterinnen, die 40 Sprachen sprechend alljährlich mehr als 4.200 Menschen betreuen, begleiten und beraten. „Wir können das Leid, das Geflüchtete erlebt haben, nicht ungeschehen machen. Wir können uns aber gemeinsam dafür einsetzen, dass Flüchtlinge in Österreich und in Europa eine Zukunftsperspektive finden“, sagte die ehemalige Geschäftsführerin Andrea Eraslan-Weninger.

### Betreutes Wohnen
Das Wohnheim bietet Platz für über 100 Personen und ist auf die Unterbringung und Betreuung von Menschen mit erhöhtem Betreuungsbedarf spezialisiert.

### Wohngemeinschaften Caravan
Es bestehen zwei Wohngemeinschaften für jeweils zehn unbegleitete minderjährige Flüchtige. Sie tragen den Namen Caravan und sind rund die Uhr mit geschultem Personal besetzt.

### Beratungsangebote
Die psychosoziale Beratungsstelle am Nordbahnhof für Menschen in der Grundversorgung bietet Rat und Hilfe und hat 2020 rund 1.000 Personen in zahlreichen Sprachen betreut. Angeschlossen daran ist eine unabhängige Rechtsberatung, die ausschließlich aus Spendengeldern finanziert wird. Ein weiterer Beratungsberich ist das Projekt m.o.v.e. on. Es ist Teil des im Rahmen der Wiener Ausbildungsgarantie umgesetzten "Jugendcoachings", das seit 2012 besteht und aus Mitteln des Europäischen Sozialfonds und des Sozialministeriumservice finanziert wird.

### Bildungsangebote
Der Verein verfügt außerdem über eine Vielzahl von Bildungsangeboten für Jugendliche, junge Erwachsene und Frauen mit Kinderbetreuungsbedarf sowie im Rahmen des Jugendcoachings.

## Politische Forderungen
Das Integrationshaus fordert eine Vereinfachung der für Flüchtlinge schwer durchschaubaren Rechtslage in Österreich und den vollen Zugang zum Arbeitsmarkt für Asylsuchende nach sechs Monaten. Die Erfahrung des Vereins zeigt, dass nur wer von Rechts wegen in die Lage versetzt wird, sich auch selbst zu erhalten, kann sein Leben wieder selbst in die Hand nehmen und menschenwürdig gestalten.

## Flüchtlingsball
Seit 1995 veranstaltet das Integrationshaus alljährlich den Wiener Flüchtlingsball. Der erste Ball fand im März 1995 unter dem Motto Keine Chance dem Fremdenhass in den Sofiensälen statt. Multiethnische Musikgruppen aus ganz Europa spielen auf, Migranten und Migrantinnen wirken als DJs mit. Seit 1996 stellt die Stadt Wien für diesen Ball das Wiener Rathaus  gratis zur Verfügung. Der Reinerlös der Ballnacht finanziert zahlreiche Projekte des Integrationshauses.
Als weitere Veranstaltung des Integrationshauses hat sich ab 1998 das Projekt Lachen hilft etabliert, das zuerst jährlich im Wiener Rathaus stattfand, später im Volkstheater, aktuell im Stadtsaal auf der Mariahilferstraße. Zweimal im Jahr finden dort Kabarettabende mit prominenten heimischen Künstlern und Künstlerinnen statt. Der Reinerlös der Veranstaltungen geht an die Projekte für geflüchtete Menschen des Integrationshauses.